# Colobostema divergens
Colobostema divergens är en tvåvingeart som först beskrevs av Oswald Duda 1928.  Colobostema divergens ingår i släktet Colobostema och familjen dyngmyggor. Inga underarter finns listade i Catalogue of Life.